# 2-го отделения совхоза «Новоусманский»
2-го отделе́ния совхо́за «Новоусма́нский» — посёлок в Новоусманском районе Воронежской области.
Входит в состав Бабяковского сельского поселения.

## Климат
Климат умеренно континентальный. Количество осадков колеблется от 500 до 650 мм ртутного столба. Населённый пункт располагается в лесостепной зоне.

## Население
| 2008 | 2010 |
| ---- | ---- |
| 183  | ↗189 |

## Улицы
- ул. Лесная,
- ул. Молодёжная,
- ул. Полевая,
- пер. Сосновый,
- ул. Центральная.